# Drosophila alafumosa
Drosophila alafumosa är en tvåvingeart som beskrevs av Patterson och Gordon Mainland 1943. Drosophila alafumosa ingår i släktet Drosophila och familjen daggflugor.
Artens utbredningsområde är Mexiko.